# ایوا آنجلینا
ایوا آنجلینا (انگلیسی: Eva Angelina)، نام حرفه‌ای بازیگر پورنوگرافی اهل ایالات متحده آمریکا است. او از ۱۸ سالگی واردِ این حرفه شد و تا کنون جوایزِ بسیاری از صنایعِ پورن (فیلم های بزرگسالان)دریافت کرده است. جوایز این ملکه ی پورن عبارت اند از:جایزه‌ی بهترین بازیگر زن از جنبش های شب (NightMoves) در سال ۲۰۰۷، جایزه‌ی بهترین بازیگر زن از AVN در سال ۲۰۰۸، جایزه‌ی بهترین بازیگر زن از XRCO در سال ۲۰۰۸ و جایزه‌ی بازیگر زن سال از XBIZ در سال ۲۰۰۸. او در سال ۲۰۱۸ به تالار مشاهیر AVN وارد شد که به سبد افتخارات این ملکه ی پورن افزوده شد.

## زادگاه
او در هانتینگتون بیچِ ایالتِ کالیفرنیا متولد شده است. او از تباری کوبایی، چینی، انگلیسی و ایرلندی است.

## حرفه
آنجلینا با پاسخ دادن به یک آگهی روزنامه وارد صنعت پورن شد. اولین صحنه او برای سریال «دنیای شین» با آقای پیت در سال ۲۰۰۳، در سن ۱۸ سالگی بود. او به استفاده از عینک در طول اجراهایش شهرت دارد.
در سال ۲۰۱۰، او توسط ماکسیم به عنوان یکی از ۱۲ ستاره برتر زن در پورن معرفی شد.
در سال ۲۰۱۴، او به Vice گفت که یک مجوز املاک به دست آورده است و به دنبال دور شدن از پورن است.
اما در سال ۲۰۲۴، بازگشت قدرتمندی به این صنعت داشت؛ او با امضای قراردادی با شرکت  Vixen Media Group به‌طور انحصاری برای برندهای این کمپانی فیلم های بزرگسالان فعالیت خود را از سر گرفت.

## زندگی شخصی
او از سال ۲۰۰۷ تا ۲۰۰۹ با بازیگر پورنوگرافی بریتانیایی دنی مانتین ازدواج کرد. او دو فرزند دارد. متاسفانه عکس هایی از فرزندان او در فضای مجازی و حقیقی در دسترس نیست. 

## جایزه‌ها

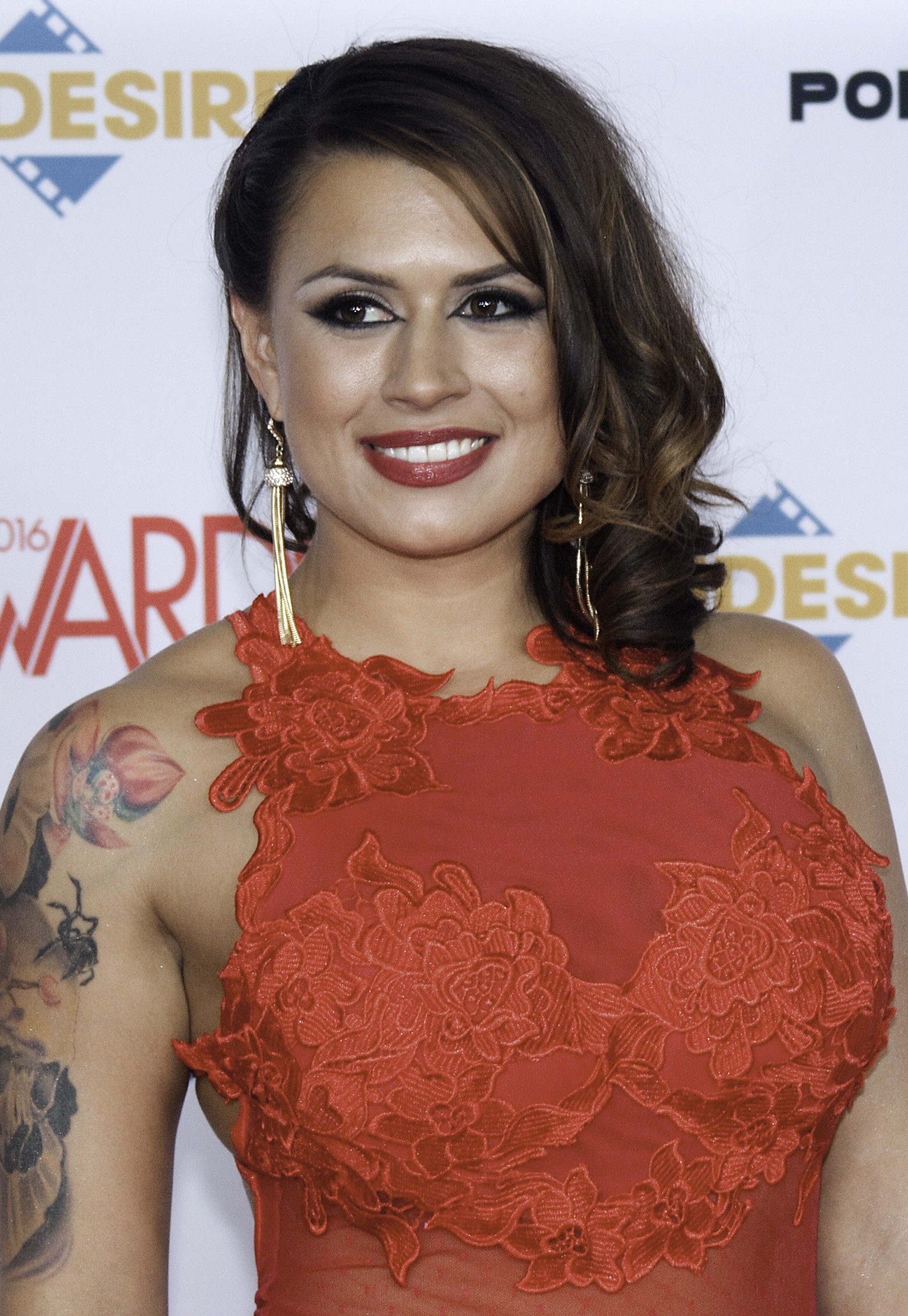
اوا آنجلینا در جوایز AVN 2016

• اجراکننده برتر سال 2007 مراسم AEBN VOD 
• مدل منتخب سایت Twistys Treat ماه سپتامبر سال 2007 
• جایزه جنبش های شب (Nightmoves) با عنوان بهترین بازیگر به انتخاب هواداران سال 2007 
•  بهترین بازیگر زن AVN سال 2008 - برای بازی در فیلم Upload 2008 
•  بهترین صجنه سولو یا خودارضایی (Solo sex) AVN سال 2008 - برای بازی در فیلم Upload 2008 
• دختر سال امپایر وبسایت Adult DVD Empire سال 2008 
• بازیگر زن برتر سال 2008 - مراسم XBIZ 
• بهترین بازیگر زن در صحنه های تک نفره - جایزه XRCO - برای بازی در فیلم Upload 2008 
• بهترین بازیگر ژانر گونزو سال 2008 جایزه جنبش های شب (Nightmoves)(به انتخابات سردبیران مجله) برای فیلم  E for Eva 2008 
• بهترین صحنه سکس گروهی تمام دختر (لزبین) سال 2010 جایزه AVN برای فیلم 2010 Deviance 
• بهترین پورن استار وبسایت، جایزه XBIZ –  سال 2010 
• بهترین بازگشت به صنعت - جایزه XRCO سال 2010 
• دختر شایسته مال ژوئن سال 2010 مجله Penthouse 
• محبوب ترین چهره سال 2010 از دید طرفداران - جایزه Fame Registry 
• بهترین اجرای تحریک آمیز (بدون دخول) جایزه AVN سال 2011 برای فیلم 2011 Car Wash Girls 
• جذاب ترین زن مومشکی (Brunette)سال 2011 از دید طرفداران- جایزه Fame Registry 
• جذاب ترین زن مومشکی (Brunette)سال 2012 از دید طرفداران- جایزه Fame Registry 
•	ورود به تالار مشاهیر AVN در سال 2018 